# Distenia turnbowi
Distenia turnbowi es una especie de escarabajo longicornio del género Distenia, categorizada en la tribu Disteniini, de la orden Coleoptera. Fue descrita por Santos-Silva & Hovore en 2007.

## Descripción
Mide 12,1 mm de longitud.

## Distribución
Se distribuye por Brasil.